# Adolph Weber (Politiker)
Adolph Weber (* 23. März 1819 in Höckelheim; † 13. März 1893 in Stade) war ein deutscher Rechtsanwalt und Politiker.

## Leben
Adolph Weber studierte von 1837 bis 1841 Rechtswissenschaft in Göttingen. Ab 1847 war er als Rechtsanwalt in Stade tätig. Später war er auch Redakteur einer politischen Wochenschrift. Als solcher wurde er 1852/1853 vom Vorwurf der Beleidigung des Ministeriums Wilhelm von Borries freigesprochen. Ab 1868 war er Obergerichtsanwalt in Stade.
Von 1867 bis 1868 war er Abgeordneter im Reichstag des Norddeutschen Bundes für die Nationalliberale Partei und den Wahlkreis Hannover 18 (Stade, Geestemünde, Bremervörde, Osterholz). In dieser Eigenschaft war er 1868 auch Mitglied des Zollparlaments. Am 9. September 1868 legte Weber sein Reichstagsmandat nieder.